# (73790) 1995 BM12
(73790) 1995 BM12 – planetoida z pasa głównego asteroid okrążająca Słońce w ciągu 4,64 lat w średniej odległości 2,78 j.a. Odkryta 31 stycznia 1995 roku.